# Harriet Winslow Sewall
Harriet Winslow Sewall (ur. 30 czerwca 1819 w Portland, zm. 19 kwietnia 1889 w Wellesley) – poetka amerykańska.

## Życiorys
Harriet Winslow Sewall urodziła się 30 czerwca 1819 w Portland w stanie Maine. Była córką Nathana i Comfort Hussey Winslowów. Wychowywała się w rodzinie kwakrów. W 1848 poślubiła Charlesa Liszta. Mąż autorki wkrótce ciężko się rozchorował, pozostawiając jej utrzymanie rodziny. Zmarł w 1856. W 1857 Harriet Winslow ponownie wyszła za mąż za swojego owdowiałego szwagra, Samuela Edmunda Sewalla. Odziedziczony po ojcu majątek pozwolił jej na prowadzenie działalności dobroczynnej. Sprzeciwiała się niewolnictwu i walczyła o prawa kobiet. Założyła New England Women’s Club. Zmarła 19 kwietnia 1889 w Wellesley w stanie Massachusetts.

## Twórczość
Harriet Winslow Sewall pisała poezje od młodości dla własnej satysfakcji, nie myśląc o ich publikacji. Tom wierszy poetki zatytułowany po prostu Poems ukazał się już po jej śmierci wysiłkiem Edny D. Cheyney w 1889. Zbiór zawiera cykle Poems to S.E.S, Sentiment, Nature i Fancy. Do najbardziej znanych utworów poetki należy wiersz Why Thus Longing?. Wart wspomnienia jest też wiersz After Reading „The Raven”, będący reakcją autorki na lekturę Kruka Edgara Allana Poe. Sewall przygotowała również do druku korespondencję swojej przyjaciółki Lydii Marii Child (1883). Publikacja ta nie zawiera jednak informacji o jej wkładzie w jej zredagowanie.